# 7216 Ishkov
A 7216 Ishkov (ideiglenes jelöléssel 1977 QQ2) a Naprendszer kisbolygóövében található aszteroida. Nyikolaj Sztyepanovics Csernih fedezte fel 1977. augusztus 21-én.